# Brădeanu
Brădeanu è un comune della Romania di 2 626 abitanti, ubicato nel distretto di Buzău, nella regione storica della Muntenia.
Il comune è formato dall'unione di 3 villaggi: Brădeanu, Mitropolia, Smîrdan.